# 昌里路
昌里路是中国上海市浦东新区的一条街道，东西走向，西起长清路，东至云台路，全长1.5公里。

## 历史
昌里路辟于1960年，范围从上南路至历城路，长280公尺，宽5公尺，沥青混凝土、沥青表面处理路面。 曾名昌乐路，因读音与“长乐路”相近，1980年10月后更名为昌里路。
1983年以后，随着昌里路周边的上钢、上南、德州、雪野等工人新村的兴建，昌里路逐渐发展成为商业街市。 2000年以后，昌里路夜市开始兴起，昌里路夜市位于昌里路历城路和昌里路上南路之间，其中小吃摊位聚集在历城路交叉口一带，同时杂货摊占据在人行道上。 2010年，为迎接上海世博会，昌里路摊位以临时设摊管控点的模式管理。2018年10月8日，85个摊位正式关停，昌里路夜市彻底告别历史舞台。

## 交会道路（西向东）
- 长清路
- 历城路
- 上南路
- 洪山路
- 云台路

## 沿线设施（西向东）
- 长清路站
- 长青公园

- 上钢社区卫生服务中心

- 历城中学

- 浦东商场

- 龙华医院

- 上南实验小学（昌里校区）

- 三钢里

- 蔓趣公园

- 清流中学

- 上海市浦东新区新世界实验小学